# Горна-Ковачица
Горна-Ковачица (болг. Горна Ковачица) — село в Болгарии. Находится в Монтанской области, входит в общину Чипровци. Население составляет 106 человек.

## Политическая ситуация
Горна-Ковачица подчиняется непосредственно общине и не имеет своего кмета.
Кмет (мэр) общины Чипровци — Захарин Иванов Замфиров (Земледельческий союз Александра Стамболийского (ЗСАС)) по результатам выборов.